# David's Sling
David's Sling (tiếng Hebrew: קלע דוד, đã Latinh hoá: David Kela, n.đ. 'trành/ná ném đá của vua Đa-vít'), từng được gọi là Magic Wand (tiếng Hebrew: שרביט קסמים, đã Latinh hoá: Sharvit Ksamim, n.đ. 'đũa thần'), là một hệ thống tên lửa đánh chặn do Lực lượng Phòng vệ Israel vận hành, được phát triển đồng thời bởi công ty công nghiệp quốc phòng Rafael Advanced Defense Systems sở tại và công ty Raytheon của Mỹ, chính thức đi vào hoạt động vào năm 2017. Hệ thống được thiết kế để đánh chặn UAV, tên lửa đạn đạo chiến thuật, tên lửa hành trình tầm trung hoặc xa, trong khoảng từ 40 đến 300 km (25 đến 190 mi). Isreal dự định thay thế MIM-23 Hawk và MIM-104 Patriot của mình bằng hệ thống này.
Tên lửa Stunner của hệ thống được thiết kế để đánh chặn các vũ khí đạn đạo thế hệ mới nhất cho tới nay ở tầm thấp, như Iskander của Nga và DF-15 của Trung Quốc, bằng đầu dò hồng ngoại/CCD có khả năng phân biệt giữa mồi nhử và đầu đạn thật; bên cạnh đó, nó có khả năng lần dấu mục tiêu bằng ra-đa đa mode mảng quét điện tử chủ động EL/M-2084 Elta. Loại tên lửa đánh chặn hai tầng này bao gồm một tầng đẩy tăng cường có chứa nhiên liệu rắn và một tầng thiết bị tiêu diệt siêu cơ động. Một mô-tơ ba xung cung cấp thêm gia tốc và độ cơ động trong giai đoạn cuối của quá trình bắn. David's Sling được biên chế và bắt đầu sử dụng từ tháng 4 năm 2017.

## Tên gọi
Tên gọi của hệ thống này bắt nguồn từ truyền thuyết về vua chăn cừu David dùng trành ném đá hạ gục gã khổng lồ Goliath trong Kinh Thánh Hebrew.